# Hypericum mutilum
Hypericum mutilum är en johannesörtsväxtart som beskrevs av Carl von Linné. Hypericum mutilum ingår i släktet johannesörter, och familjen johannesörtsväxter. Inga underarter finns listade i Catalogue of Life.

## Bildgalleri

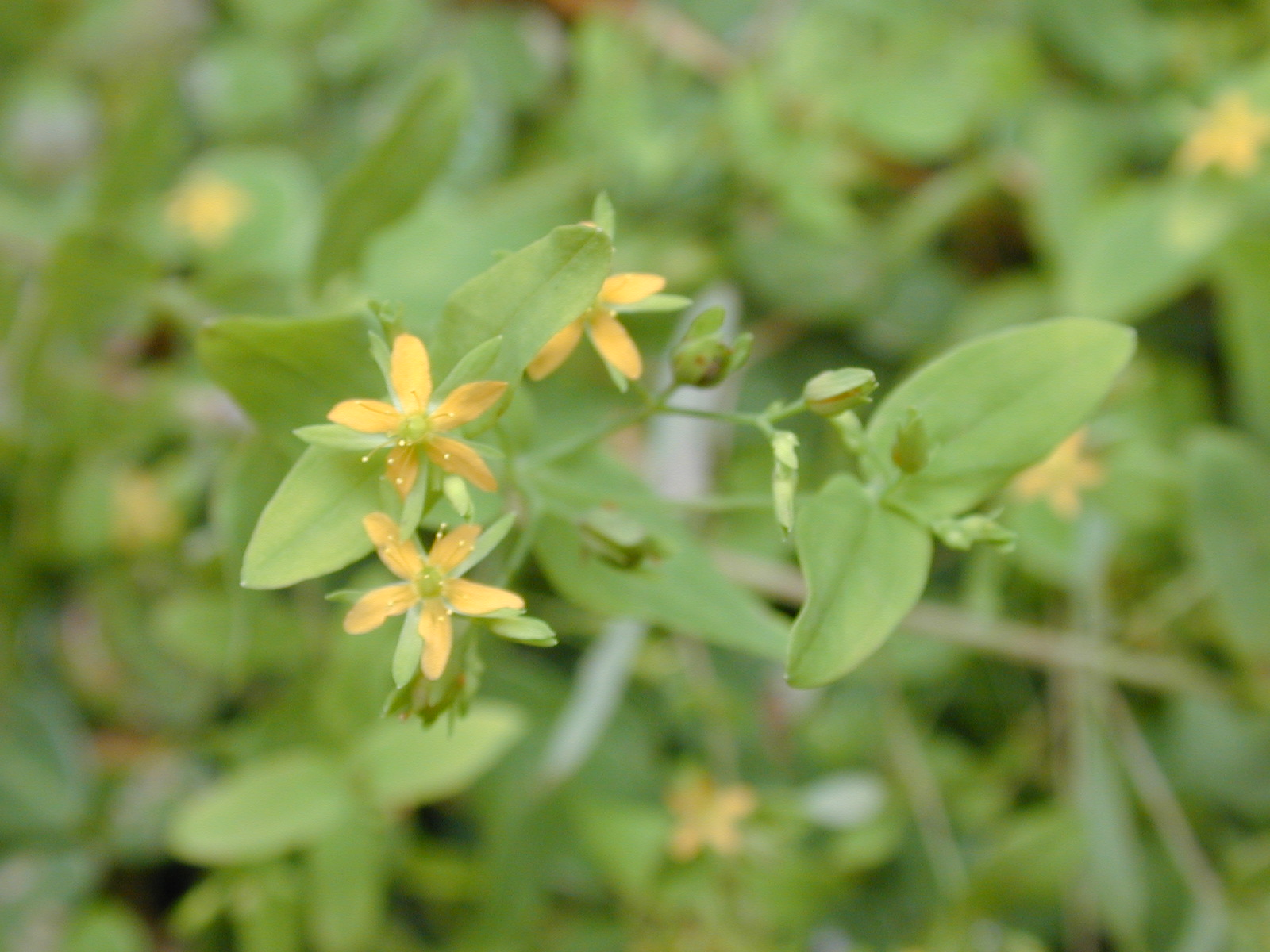